# 副鶉科
副鹑科（学名：Paraortygidae）是一个属于泛鸡形目当中，已灭绝的鸟类科。发现于北半球（欧洲、美国）始新世晚期到渐新世早期的地层中。

## 分类
- 副鹑属 Paraortyx
  - 洛尔泰副鹑 Paraortyx lorteti
  - 布氏副鹑 Paraortyx brancoi
- 火鹑属 Pirortyx
  - 大火鹑 Pirortyx major
- 斯科派洛鹑属 Scopelortyx
  - 克氏斯科派洛鹑 Scopelortyx klinghardtensis
- 花剌子模鹑属 Xorazmortyx
  - 突厥斯坦花剌子模鹑 Xorazmortyx turkestanensis